# Frédéric Courtois
Frédéric Courtois est un missionnaire jésuite et un naturaliste français, né le 25 octobre 1860 aux Châtelliers-Notre-Dame, Eure-et-Loir (France), et mort le 21 septembre 1929 à Haichow en Chine.

## Biographie
Jésuite, il est missionnaire en Chine de 1901 jusqu’à sa mort. Il dirige un muséum près de Shanghai à partir de 1903. Il fait paraître en 1912 le catalogue des oiseaux qui y sont conservés.
Précédemment, il publie en 1906, avec Quelques mots sur la politesse chinoise par le P. Simon Kiong, Appendices sur les fourrures et soieries.

## Source
- Bo Beolens et Michael Watkins (2003). Whose Bird ? Common Bird Names and the People They Commemorate. Yale University Press (New Haven et Londres) : 400 p.  (ISBN 0-300-10359-X)